# Iberia
Iberia, Líneas Aéreas de España, S.A. Operadora, Sociedad Unipersonal, najveći je španjolski zračni prijevoznik. Tvrtka je osnovana 1927., a sjedište joj je u Madridu. Sa svojom flotom od preko 70 zrakoplova lete na preko 70 domaćih i međunarodnih destinacija. Središnja zračna luka im je Barajas u Madridu, a kao drugo središte koriste zračnu luku El Prat u Barceloni.

Dana 8. travnja 2010. potvrđeno je da su British Airways i Iberia potpisali sporazum o međusobnom udruživanju. Na taj načina je stvorena kompanija koja je po prihodima treća trakoplovna kompanija u svijetu. Dioničari obe kompanije su odobrili dogovor o udruživanju 29. studenoga 2010. Novonastala kompanija je nazvana International Airlines Group (IAG), a utemeljena je u siječnju 2011. Bez obzira na udruživanje odlučeno je da će svoje poslovanje tvrtke nastaviti pod svojim postojećim nazivima.

## Povijest
Iberia, Compañía Aérea de Transportes je osnovana 28. lipnja 1927., a investitori su bili Horacio Echeberrieta i Deutsche Luft Hansa. Vrijednost investicije je bila 1,1 milijun pezeta. Prvi let je ostvaren 14. prosinca 1927. U svom začetku kompanija je uz pomoć države obavljala poštanske usluge između Bacelone i Madrida. Za vrijeme diktature Miguela Primo de Rivere, avio kompanije su bile kontrolirane od strane države pa je tako i Iberia spojena s drugom kompanijom - Compañía de Líneas Aéreas Subvencionadas S.A. (C.L.A.S.S.A.), da bi prestali poslovati 29. svibnja 1929. Ime Iberia ponovno se pojavilo za vrijeme Španjolskog građanskog rata. U godinama nakon rata Iberia je letjela isključivo na teritoriju Španjolske. 
Kompanija je nacionalizirana 30. rujna 1944. U 1946. Iberia je postala prvi zračni prijevoznik koji je letio između Europe i Južne Amerike nakon Drugog svjetskog rata koristeći zrakoplov Douglas DC-4. Letjeli su između Madrida i Buenos Airesa. Nakon ukidanja viza za SAD 1953. proširili su svoje destinacije na Sjevernu Ameriku, a 1981. godine su po prvi puta prevezli 10 milijuna putnika.

Tijekom 2001. Iberia je privatizirana i dionice su izlistane na burzama. Do 2002., kada je Iberia slavila 75. godišnjicu, prevezla je blizu 500 milijuna putnika kroz svoju povijest.
Dana 5. veljače 2006. otvoren je novi terminal 4 u zračnoj luci u Madridu koji je rezerviran isključivo za Iberiu i članove Oneworld udruženja. Iberia čini oko 60% prometa u zračnoj luci u Madridu.
U studenom 2012. Iberia je objavila kako planira smanjiti broj zaposlenih za oko 4500 ljudi, ali i smanjiti flotu za oko 25 zrakoplova.

## Flota
Iberia flota se sastoji od sljedećih zrakoplova (28. srpnja 2015.):
* P i Y su kodovi koji označavaju klasu sjedala u zrakoplovima, a određeni su od strane Međunarodne udruge za zračni prijevoz. 

## Nesreće i incidenti
- Tijekom 1939. su izgubili dva zrakoplova Junkers Ju 52. Prvi se srušio 16. ožujka zbog lošeg vremena na letu Salamanca - Seville. Drugi se srušio 18. prosinca nakon što je greškom pogođen iznad Gibraltara od strane britanske protuzračne obrane. Poginulo je tri člana posade i sedam putnika.

- Dana 2. veljače 1944. zrakoplov Douglas DC-2 se srušio na prilazu u zračnu luku u Barceloni nakon kvara na motoru. Poginulo je ukupno sedam osoba.

- Dana 23. prosinca 1948. zrakoplov Douglas DC-3 se srušio zbog lošeg vremena u blizini Gandese. 27 osoba je izgubilo život.

- Dana 29. travnja 1959. zrakoplov Douglas DC-3 se srušio zbog lošeg vremena u blizini Sierra de Valdemeca pri čemu je 28 osoba izgubilo život.[10]

- Dana 31. ožujka 1965. zrakoplov Convair 440-62 se srušio u more na prilazu u grad Tangiers. Život je izgubilo 50 osoba.[11]

- Dana 4. studenoga 1967. zrakoplov na letu 062 se srušio u Velikoj Britaniji. U ovoj nesreći 37 osoba je izgubilo život.

- Dana 7. siječnja 1972. zrakoplov na letu 602 se srušio na prilazu u zračnu luku Ibiza pri čemu su poginule 104 osobe.[12]

- Dana 7. prosinca 1983., došlo je do sudara dva zrakoplova u zračnoj luci u Madridu. Iberia Boeing 727 (EC-CFJ) je udario u Aviaco Douglas DC-9 (EC-CGS). Ukupno je poginulo 85 osoba.

- Dana 19. veljače 1985. zrakoplov Boeing 727-256 se srušio nakon što je udario u televizijsku antenu na prilazu u grad Bilbao pri čemu je 148 osoba izgubilo život.[13]

- Dana 9. studenoga 2007. zrakoplov Airbus A340-600 (EC-JOH) je teško oštećen nakon klizanja po pisti zračne luke Quito, Ekvador. Nije bilo ozlijeđenih ali je zrakoplov ošećen u toj mjeri da je morao biti otpisan.[14]

## Unutarnje poveznice
Najveće svjetske zrakoplovne tvrtke
|  | Zajednički poslužitelj ima još gradiva o temi Iberia |